# Skærmbaseret kommunikation
 Der er for få eller ingen kildehenvisninger i denne artikel, hvilket er et problem. Du kan hjælpe ved at angive troværdige kilder til de påstande, som fremføres i artiklen.

Skærmbaseret kommunikation er kommunikationsteori anvendt på interaktive multimedier, såsom computeren. Selve kommunikationen foregår basalt anderledes, da der ikke er tale om massekommunikation ("push"), men derimod om at holde på den enkelte bruger ("pull").
| Samfund | Spire Denne samfundsartikel er en spire som bør udbygges. Du er velkommen til at hjælpe Wikipedia ved at udvide den. |